# Antonio Tempesta

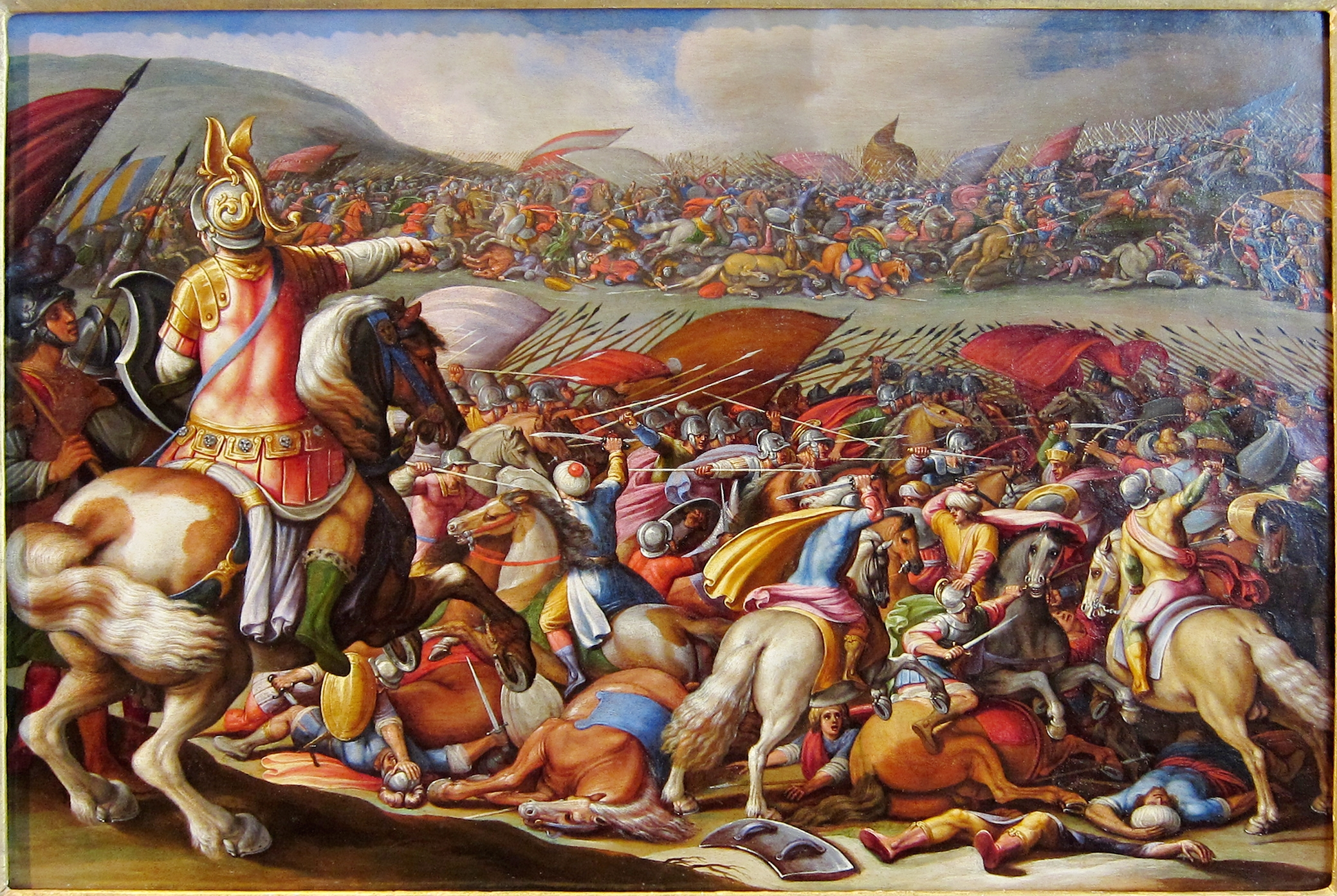
Scène de bataille au Musée Fesch d'Ajaccio.

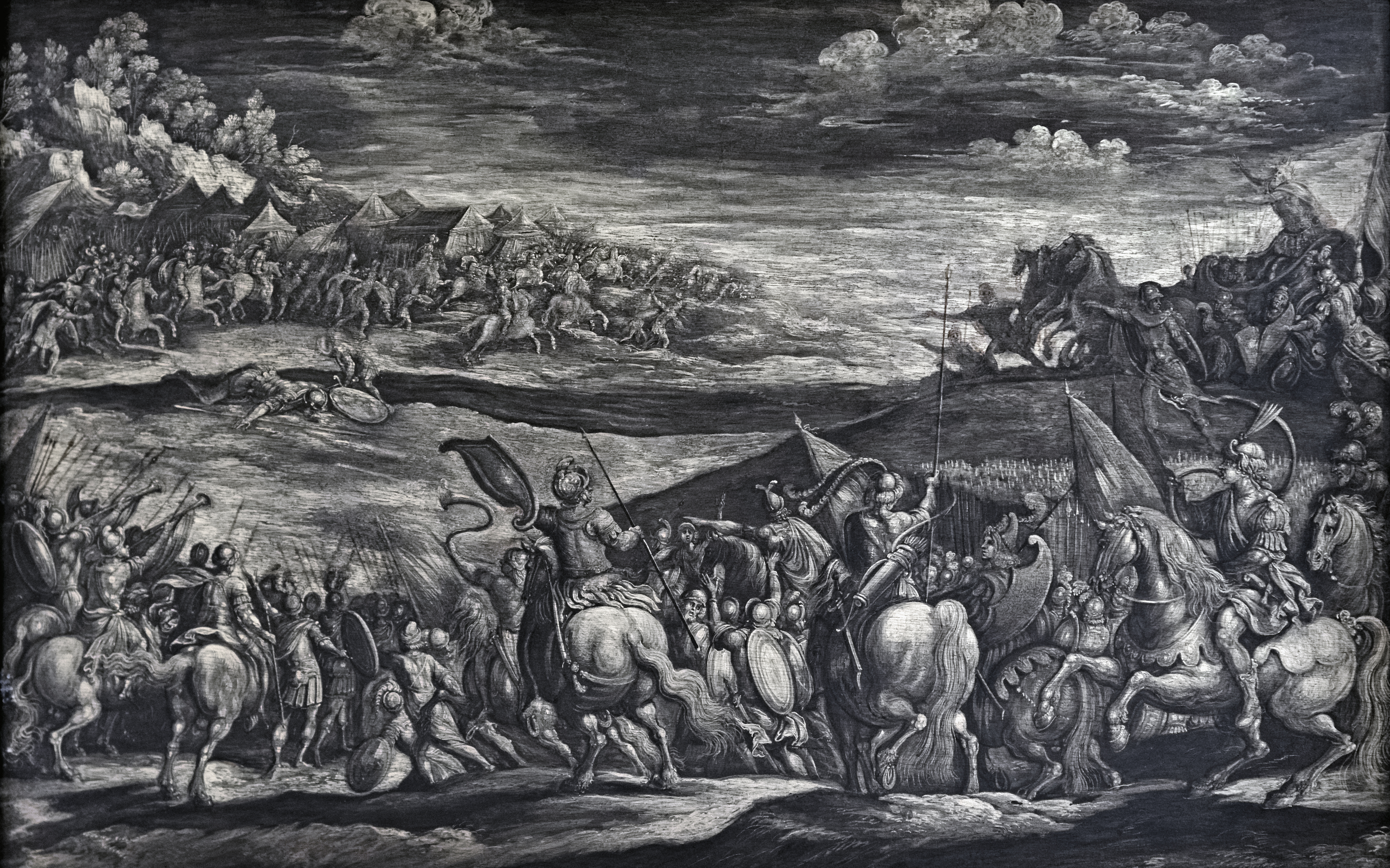
David tuant Goliath
Grisaille sur bois.

Antonio Tempesta, né à Florence en 1555 et mort à Rome en 1630, est un peintre et un graveur italien de l'école florentine du baroque.

## Biographie
Antonio Tempesta se forme dans la culture du maniérisme tardif, avec un goût naturaliste et même calligraphique, acquis lors de la fréquentation de Giovanni Stradano, avec lequel il collabore à la décoration de Palazzo Vecchio de Florence.
Parti à Rome en 1573, il travaille pour le pape Grégoire XIII en peignant à fresque quelques cartes de la Salle des Cartes Géographiques du Vatican, parmi lequel la célèbre Carte de Rome (1593). Dans la capitale pontificale,  il travaille pour beaucoup de nobles familles et pour des cardinaux importants, grâce à un style  de décoration en vogue.
Retourné à Florence pour un bref séjour, il collabore avec Alessandro Allori et Giovanni Bizzelli pour les décorations des plafonds des galeries des Offices, côté est, avec beaucoup de fresques à grotesque.
Reparti à Rome, il se consacre de plus en plus à la gravure, avec laquelle il acquiert une renommée dans toute l'Europe par la copie d'œuvres d'autres peintres.
Bon dessinateur, doué d'une veine  scénographique, d'autres artistes imprimèrent et répandirent son œuvre dessinée.

## Œuvres
Ses œuvres sont présentes  à l'église San Giovanni des Fiorentini à Rome, à la Villa Farnèse de Caprarola, à Tivoli, ...
Ses dessins se trouvent dans les sections consacrées au dessin du musée du Louvre, des Uffizi, du musée de Berlin et du National Gallery d'Édimbourg.
Deux tableaux de sa main provenant du château de Richelieu se trouvent au musée des beaux-arts de Tours : La mort d'Absalon et Le Passage de la Mer rouge .
Vers 1590, il grave sur cuivre d'après des dessins de Giovanni Guerra une suite de petites estampes pour l'édition du Traité des instruments de martyre... d'Antonio Gallonio (Rome, 1591).
On lui doit La Pêche aux perles aux Indes (huile sur lapis-lazuli, 42.5 x 60 cm, vers 1610) au musée du Louvre.